# Pülsdorf
Pülsdorf ist ein Gemeindeteil von Itzgrund im oberfränkischen Landkreis Coburg.

## Geographie
Das Dorf liegt südwestlich von Coburg etwa 19 Kilometer entfernt. Der Ort befindet sich auf einem flachen Osthang des Itzgrundes. Östlich von Pülsdorf entspringt bei Eggenbach der gleichnamige Bach, ein linker Zufluss der Itz, der durch einen Damm zu einem Teich aufgestaut wird und den Ort südlich quert.
Pülsdorf wurde als geschlossenes Dorf in unmittelbarer Nähe zu Lahm angelegt. Es war ein reines Bauerndorf. Durch die Erschließung eines Neubaugebietes östlich des Ortskerns von Lahm ist Pülsdorf mit Lahm zusammengewachsen.

## Geschichte
Pülsdorf wurde im 9. Jahrhundert erstmals in den Traditionen des Klosters Fulda als Bunselesdorf genannt, die auf einer Abschrift im Codex Eberhardi aus dem 12. Jahrhundert beruhen. Die nächste Erwähnung erfolgte etwa 1093. Um 1093 schenkte der Bamberger Bischof Rupert die Siedlung „Bunselesdorf“ dem Kloster Michelsberg.
Der Zehnt von Pülsdorf kam 1661 an die Herren von Lichtenstein, denen im benachbarten Lahm das Rittergut gehörte. Im 19. Jahrhundert wurde Pülsdorf in Lahm eingemeindet. 1862 erfolgte die Eingliederung in das neu geschaffene bayerische Bezirksamt Staffelstein.
1870 gründete Friedrich Pohla eine Brauerei, die 1908 die Familie Hümmer übernahm. 1955 wurde der Braubetrieb eingestellt, später folgte die Schließung der Gastwirtschaft.
Als erstes Dorf der Gemeinde Itzgrund baute Pülsdorf 1892 eine Wasserleitung.
1875 lebten 114 Personen in Pülsdorf, das 94 Gebäude umfasste. 1925 hatte das Dorf 79 Einwohner und 16 Wohnhäuser. Im Jahr 1987 zählte das Dorf 49 Einwohner und 15 Wohnhäuser mit 18 Wohnungen.
Am 1. Juli 1972 wurde der Landkreis Staffelstein aufgelöst. Seitdem gehört Pülsdorf zum Landkreis Coburg. Im Zuge der bayerischen Gebietsreform verlor Lahm am 1. Mai 1978 seine Selbstständigkeit als Gemeinde und wurde, wie sein Ortsteil Pülsdorf, ein Gemeindeteil der Gemeinde Itzgrund.

### Einwohnerentwicklung
| Jahr      | 1875 | 1900 | 1925 | 1950 | 1970 | 1987 |
| --------- | ---- | ---- | ---- | ---- | ---- | ---- |
| Einwohner | 114  | 91   | 79   | 142  | 80   | 49   |

## Sehenswürdigkeiten
In der Liste der Baudenkmäler in Pülsdorf sind für Pülsdorf fünf Baudenkmäler aufgeführt.